# 소야 도시카즈
소야 도시카즈(일본어: 征矢 智和, 1989년 10월 21일 ~ )는 일본의 전 축구 선수이다.

## 구단 경력
과거 알비렉스 니가타 싱가포르, 그루자 모리오카에서 활동하였다.